# Geigertæller
En geigertæller eller Geiger-Müllertæller bruges til måling af radioaktivitet. Den er specielt egnet til at måle ioniserende stråling.
En geigertæller kan detektere alfapartikler (hurtige heliumkerner), betapartikler (hurtige elektroner) og gammafotoner, men ikke neutroner.
Selve sensoren er et Geiger-Müller-rør, der er et gasfyldt rør, som kortvarigt leder elektricitet, når en partikel eller strålingsfoton gør gassen ledende pga. ionisering. Instrumentet forstærker signalet og viser brugeren ioniseringsintensiteten, enten på et viserinstrument eller som en lydpuls for hver ionisering.
Hans Geiger udviklede geigertælleren i 1908 sammen med Ernest Rutherford. Den kunne kun spore alfapartikler. I 1928 forbedrede Geiger og Walther Müller Geigers PhD-studerende den, så rørets tæller kunne detektere alle former for ioniseriende stråling. Den nyeste version af Geigertælleren kaldes en halogentæller. Den blev opfundet i 1947 af Sidney H. Liebson (Phys. Rev. 72, 602–608 (1947)). Den overgår de tidligere Geigertællere, fordi den holder meget længere og behøver mindre spænding.
Geiger-Müllertælleren anvendes indenfor kernefysik, geofysik (minedrift) og ved medicinsk terapi med isotoper.

## I populær kultur
"Geiger Counter" er titlen på åbningsnummeret på de tyske pionerer indenfor elektronisk musik Kraftwerks konceptalbum Radioaktivität (1975). Nummeret indledes med gentagene monotone dybe 'bip' lyde (som skal forestille at være fra en Geigertæller), som stiger i tempo. Nummeret fader over i det ikoniske "Radioactivity", hvor nu også lysere 'bip' lyde her bruges som et rytmisk element.